# Ausable River
Der Ausable River ist ein Zufluss des Lake Champlain im US-Bundesstaat New York.
Der Ausable River entsteht in den östlichen Adirondack Mountains am Zusammenfluss der beiden Quellflüsse East Branch und West Branch Ausable River bei Au Sable Forks. Er fließt in überwiegend östlicher Richtung zum Lake Champlain. Er passiert den Ort Keeseville.  Anschließend durchfließt er die Sandstein-Schlucht Ausable Chasm. Schließlich mündet er am Westufer des Lake Champlain.
Der Mündungsbereich des Ausable River befindet sich im Schutzgebiet Ausable Marsh State Wildlife Management Area.
Der Ausable River hat eine Länge von etwa 35 km. Das Einzugsgebiet umfasst 1340 km². Der mittlere Abfluss liegt bei 20 m³/s.

## Wasserkraftanlagen
Am Ausable River befinden sich zwei Wasserkraftwerke. Sie liegen im Bereich des Ausable Chasm östlich von Keeseville.
Wasserkraftanlagen am Ausable River in Abstromrichtung:
| Name          | Leistung in MW | Anzahl Turbinen | Lage | Betreiber                      |
| ------------- | -------------- | --------------- | ---- | ------------------------------ |
| Alice Falls   | 2,1            | 2               | (⊙)  | Alice Falls Corp               |
| Rainbow Falls | 2,6            | 2               | (⊙)  | New York State Elec & Gas Corp |